# Jizera-bjergene
Jizera-bjergene (tjekkisk: Jizerské hory), eller Izera-bjergene (polsk: Góry Izerskie; tysk: Isergebirge), er en del af Vestsudeterne på grænsen mellem Tjekkiet og Polen. Området har fået sit navn fra Jizera-floden, som stiger ved den sydlige base af Smrk- massivet. Bøgeskovene i Jizera-bjergene blev tilføjet til UNESCOs verdensarvssted kendt som gamle oprindelige bøgeskove i Karpaterne og andre regioner i Europa på grund af deres enestående bevarelse og vidnesbyrd om Europas økologiske historie (og bøgefamilien specifikt ) siden sidste istid.

## Geografi
Området strækker sig fra de lusatiske bjerge (Zittau-bjergene) i nordvest til Krkonoše i sydøst. Jizera-bjergene omfatter kilderne til Jizera-floden såvel som til Kwisa og den lusatiske Neisse.
Størstedelen i syd er dannet af granit, i den nordlige del af gnejs og glimmerskifer, med nogle områder dannet af basalt.
Vejret i bjergene er karakteriseret ved en årsnedbør over gennemsnittet. Den 30. juli 1897 registrerede målestationen ved Nová Louka en daglig nedbør på 345,1 mm, hvilket stadig er en europæisk rekord.

## Toppe
Den højeste top er Wysoka Kopa (Hinterberg, 1.127 moh.) nær byen Szklarska Poręba i Polen. Ikke desto mindre er bjerget Smrk (1124 moh.), med et nyligt ombygget udsigtstårn, bedre kendt. Andre toppe inkluderer Jizera (1.122 moh.) og Stóg Izerski ( Heufuder, 1.107 moh.). Toppene i rækkefølge efter højde:
- Wysoka Kopa (Hinterberg), 1.127 moh.; højeste top af Jizera-bjergene
- Smrk (Tafelfichte), 1.124 moh.; højeste top af de bøhmiske Jizera-bjerge
- Jizera (Siechhübel), 1.122  moh.
- Stóg Izerski (Heufuder), 1.107 moh.
- Smědavská hora (Wittigberg), 1.084  moh.
- Bukovec (Buchberg), 1.005 moh.; en af de højeste basalttoppe i Europa
- Hvězda (Stefanshöhe), 959  moh.
- Černá Studnice (Schwarzbrunnberg), 869 m
- Tanvaldský Špičák (Tannwalder Spitzberg), 831  moh.; skiområde nær Tanvald
- Oldřichovský Špičák (Buschullersdorfer Spitzberg), 724 moh.

## Historie
De første bosættelser i området går tilbage til forhistorien. Senere bor keltere, tyske stammer i dalene, indtil de forlod i dem i det 5. århundrede. Senere kom lusatiske sorbere. I det 14. århundrede kom tysktalende kolonister og begyndte at rydde de tætte urskove. Der blev etableret permanente bosættelser. I 1500-tallet blev flere glasværker grundlagt. Glasfremstilling havde en dyb indvirkning på økosystemet. Urskoven blev gradvist afløst af hurtigtvoksende gran-monokultur. Andre vigtige industrier omfattede tin-minedrift, metallurgi og tekstil. Tabulový kámen (tysk: Tafelstein, 1.072 m) på den nordlige kant af Smrk-bjerget markerede grænsen mellem greverne af Clam-Gallas ejendomme i Friedland, Bøhmen, von Gersdorff-familien fra Meffersdorf, Oberlausitz (Unięcice, nu en del af Wigandsthal ) og greverne af Schaffgotsch fra Schreiberhau, Schlesien.
I anden halvdel af det 20. århundrede ændrede karakteren af Jizera-bjergene sig fuldstændig. Den tyske befolkning i området blev fordrevet i 1945 og erstattet af polakker på den nu polske og tjekkere på den tjekkoslovakiske side af bjergene. Økosystemet blev hårdt ramt af emissioner, produceret af brunkulsfyrede kraftværker beliggende i Zittau-bassinet, en del af Europas økologiske Sorte Trekant. Svækket granskov, mindre modstandsdygtig over for forskellige typer af parasitter, var på randen af udryddelse. De højere dele af bjergene, der engang var tætbevoksede, blev stort set træløse, til dels også på grund af overdreven skovrydning. Nye veje skærer gennem det engang afsondrede landskab.
Situationen forbedredes først efter kommunismens fald i 1989. Åbne kulminer i det tidligere Østtyskland blev lukket, samt flere større kraftværker. Emissionsfiltre blev installeret på det enorme Turów Kraftværk i Bogatynia på den polske side af Lusatian Neisse. Samtidig blev der påbegyndt store genplantningsprojekter.

## Turisme
Jizera-bjergene er et attraktivt sted for vintersport, cykling og vandreture. Center for både alpint skiløb og skiløjpe er Bedřichov. De internationale langrendsløb Jizerská 50 og Bieg Piastów (i Polana Jakuszycka) finder sted der. Dens sommer MTB modstykke vinder også popularitet.
Byerne omkring bjergene omfatter Liberec, Frýdlant v Čechách, Nové Město pod Smrkem, Świeradów Zdrój, Szklarska Poręba, Desná, Tanvald og Jablonec nad Nisou .

## Beskyttelser
Store dele af Jizera-bjergene er under en form for beskyttelse. I de mindre polske dele er tørvemoserne i Jizera-dalen en del af en relativt lille naturbeskyttelse på omkring 5 km²; Rezerwat Torfowiska Doliny Izery. I de tjekkiske dele dækker Jizera-bjergene beskyttede landskabsområde (CHKO Jizerské hory) 368 km², eller næsten alle de tjekkiske dele af bjergene. Denne landskabsbeskyttelse indeholder flere reservater, herunder Jizera Dark Sky Park (Rašeliniště Jizery),  dedikeret til stjernekiggeri.